# Nesticus higoensis
Espèce
Nesticus higoensis est une espèce d'araignées aranéomorphes de la famille des Nesticidae.

## Distribution
Cette espèce est endémique du Japon.

## Étymologie
Son nom d'espèce, composé de higo et du suffixe latin -ensis, « qui vit dans, qui habite », lui a été donné en référence au lieu de sa découverte, Higo.

## Publication originale
- Yaginuma, 1977 : Some problems in cave spiders of Japan (including a description of a new species). Faculty of Letters Revue, Otemon Gakuin University, vol. 11, p. 305-316.